# 玉川勝太郎
玉川 勝太郎（たまがわ かつたろう）は、浪曲の名跡。

## 初代
玉川 勝太郎（1881年3月10日 - 1926年6月24日）本名は鈴木鎌治郎。
東京府東京市本所区（現在の東京都墨田区）の生まれ。青木昇の弟子で、故あって青木勝太郎から玉川勝太郎となった。小音ながら新内調の節で、「越後伝吉」や「天保水滸伝」など侠客物を得意にし、「玉川勝太郎の浪花節を有するは実に東京の誇りなり」（樋口罔象もうしょう による賛辞）とまで讃えられる。向島言問に寄席「玉川亭」を経営するが失敗し、喉を痛めて千葉県市川に隠棲する。

### 主な弟子
- 小金井太郎（玉川太郎改め）
- 二代目勝太郎

## 2代目
2代目玉川 勝太郎（1896年5月1日 - 1969年8月13日）本名は石渡 金久。
東京府東京市牛込区（現在の東京都新宿区）の生まれ。浪曲好きの父の影響で、17歳で初代に入門し玉川次郎、兄弟子の玉川太郎とともに「玉川の両翼」と称される。はじめ治郎、のち次郎で真打。剃髪して袈裟姿で「玉川教風」を号したのち、次郎に戻り1932年に2代目勝太郎を襲名。師匠譲りの関東節で任侠物を磨き上げ、「天保水滸伝」「清水次郎長伝」「国定忠治」などを十八番にした。中でも「天保水滸伝」の外題付け「〽利根の川風、袂に入れて…」（正岡容作）の名調子は、レコードに吹き込まれて一世を風靡した。のちに勝太郎は正岡について「このネタは僕のものだが歌詞は彼がすっかり変えて、ご存知のような名文になった」「蔵が建った（それほどではないが…）現在の僕にしてくれたのは正岡容なのだから」と述べている。一方の正岡も勝太郎を評して「五月の大利根を見るような洋々たる節調」「豪放な中に一抹のセンチメンタリズムが加味されるにいたった」と述べている。その長く尾をひいて歌う哀調の節は、勝太郎が自宅で飼っていたローラーカナリアの鳴き声にヒントを得て作られたものである。
1964年の帝国劇場で娘婿の福太郎に勝太郎を譲って「玉川勝翁」を名乗り引退、新作にも挑戦した。極度の近視、かつ巨躯で、数々の逸話がある。1969年に脳軟化症で死去。

### 主な弟子
- 2代目玉川次郎
- 玉川良一
- 玉川桃太郎
- 3代目玉川勝太郎

### 映画出演
- 浪曲映画「安中草三郎」1940.6.29公開[6]
- 「あさぎり軍歌」1943.4.29公開[7]霧立のぼる、特殊技術:円谷英二、東宝赤系
- 「天保水滸伝　利根の火祭」1952.6.26公開[8]

### レコード
41.47.48.49.55.58.71.

## 3代目
3代目玉川 勝太郎（1933年5月20日 - 2000年10月4日）本名は石渡 栄太郎（2代目の娘婿）。
東京・日本橋生まれ。1947年にわかの浦孤舟に入門し、翌年2代目玉川勝太郎門下に移り、「桜丸」から初代福太郎を名乗る。1964年に3代目勝太郎を襲名し、玉川一門のお家芸とも言える任侠物を継承。浪曲不振の時代にあって、日本テレビ「お昼のワイドショー」にて市井の人物の半生を取り上げ浪曲化するコーナー「人間シリーズ」を担当するなど、現代性を足した持ち味であった。1989年に文化庁芸術祭賞受賞。1994年には日本浪曲協会会長。2000年に肝臓癌で死去。67歳没。

### 主な弟子
- 玉川ゆたか（玉川カルテット初代リーダー）
- イエス玉川
- 2代目玉川福太郎